# 11915 Nishiinoue
11915 Nishiinoue eller 1992 SJ1 är en asteroid i huvudbältet som upptäcktes den 23 september 1992 av de båda japanska astronomerna Kazuro Watanabe och Kin Endate vid Kitami-observatoriet. Den är uppkallad efter Tsuyoshi Nishiinoue.